# Новоборисівська сільська територіальна громада
Новоборисівська сільська територіальна громада — територіальна громада в Україні, у Роздільнянському районі Одеської області. Населення громади становить 4559 осіб Адміністративний центр — село Новоборисівка.
Громада утворена 22 грудня 2019 року шляхом об'єднання Новоборисівської, Полішпаківської, Першотравневої та Мигаївської сільських рад Великомихайлівського району.
З моменту утворення до 17 липня 2020 року підпорядковувалась Великомихайлівському району.
До складу громади входять 1 селище (Мигаєве) і 20 сіл: Гурівське, Данилівка, Добрий Лук, Дурбайли, Залізничне, Заможне, Іванівка, Козакове, Мартове, Мацкули, Мигаї, Наливайкове, Новоборисівка, Полішпакове, Поплавка, Преображенка, Путилівка, Райки, Три Криниці та Тятри.